# Vila Progresso (Santos)
Vila Progresso é um bairro localizado em área de morro, sendo a considerada o ponto mais alto de Santos. A Vila Progresso é o bairro mais alto de Santos. A baixa temperatura e os ventos cortantes que fazem do local o bairro mais frio de Santos são caracteristicas do bairro. Antigamente a área se chamava Nova Cintra por ser um só com aquele morro. Mas recentemente uma Lei Complementar, número 312, fez do lugar um bairro. A Vila Progresso surgiu em 1966, devido aos deslizamentos no Morro do Jabaquara, onde moradores tiveram de ser removidos para outra área, na parte alta do Morro da Nova Cintra. Após a região ser ocupada houve a sugestão do nome Vila Progresso. Moram lá cerca de 900 famílias e 2.500 pessoas. No bairro há uma escola estadual, uma creche municipal, um posto de saúde e dois mercados. A região conta com 100% de água tratada, de iluminação pública, de pavimentação e transporte publico.